# Evangelista (kazatel)

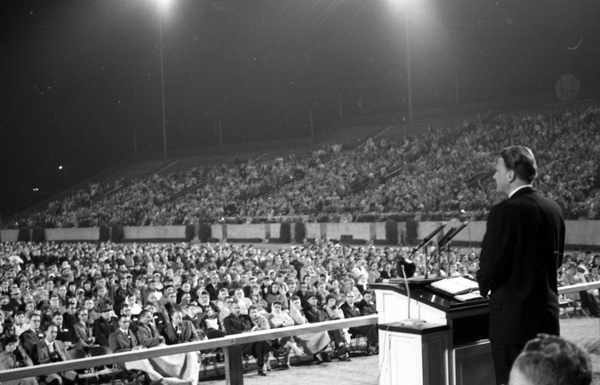
Evangelista Billy Graham promlouvá k davu na stadionu v Tallahassee, na Floridě (1961).

Evangelista je osoba, která zprostředkovává náboženskou nauku druhým lidem. Tímto pojmem se zejména v protestantském prostředí označují kazatelé, kteří oslovují větší množství lidí a vedou je k přijetí křesťanské víry. Děje se tak na zvláštních bohoslužebných setkáních, kterým se říká evangelizace. Známými evangelisty byli například George Whitefield, Charles H. Spurgeon nebo Billy Graham.
Někdy se jako synonyma pro kazatele-evangelistu užívá pojem evangelizátor.